# Kanonbådsvej
Kanonbådsvej er en vej på Frederiksholm i København, mellem Galionsvej og Leo Mathisens Vej, opkaldt efter de kanonbåde, der blev bygget efter englændernes flådebeslaglæggelse i 1807. For at forsvare landet til søs blev der hurtigt bygget et stort antal robåde udrustet med små kanoner.

## Kanonbådsskure på Frederiksholm
Til opbevaring og vedligeholdelse af kanonbådene blev der opført skure ud til Erdkehlgraven på Frederiksholm. Disse skure blev bygget i flere omgange fra 1808 og frem til 1840'erne. I dag er næsten alle skurene bevaret, bortset fra nogle af de senest opførte på Halvtolv. Skurene anvendes i dag af firmaer, bådklubber m.m.